# Classe Long Island
La classe Long Island è stata una classe di 2 portaerei di scorta costruite per la United States Navy e la Royal Navy durante la seconda guerra mondiale. Come altre porterei di scorta, anche queste portaerei erano basate su scafi di navi mercantili, progettate dal MARCOM e convertite in navi da guerra.

## Storia
La USS Long Island (CVE-1) fu in servizio nella United States Navy tra il 1941 e il 1946; dopo il decommissionamento, fu venduta per essere demolita, ma invece fu convertita in nave passeggeri, rinominata Nelly nel 1949 e poi Seven Seas nel 1953 fu in servizio fino al 1966; poi divenne un ostello nei Paesi Bassi fino al 1977, quando fu demolita in Belgio.
La HMS Archer (D78) fu in servizio nella Royal Navy tra il 1941 e il 1943; poi fu riparata e trasferita al Ministero dei trasporti di guerra britannico dove servi col nome Empire Lagan nel 1945 come nave da trasporto; il 6 gennaio 1946 fu restituita alla United States Navy e prese il nome USS Archer ma fu radiata dal registro navale il 26 febbraio 1946 e fu venduta nel 1947. Nel 1948 fu rinominata Anna Salén e servì come nave passeggeri; nel 1955 fu rinominata Tasmania e nel 1958 fu convertita in nave cargo; nel 1961 fu rinominata Union Reliance e il 7 novembre 1961 ebbe una collisione con la petroliera norvegese Berea nel Houston Ship Channel, la nave fu abbandonata e poi demolita nel 1962 a New Orleans.

## Navi
| U.S. Navy - classe Long Island - Royal Navy | U.S. Navy - classe Long Island - Royal Navy | U.S. Navy - classe Long Island - Royal Navy                                                       | U.S. Navy - classe Long Island - Royal Navy | U.S. Navy - classe Long Island - Royal Navy | U.S. Navy - classe Long Island - Royal Navy | U.S. Navy - classe Long Island - Royal Navy | U.S. Navy - classe Long Island - Royal Navy                                           |
| Nomi precedenti                             | Nome                                        | Nomi successivi                                                                                   | Impostata                                   | Varata                                      | Comm.                                       | Decomm.                                     | Destino                                                                               |
| ------------------------------------------- | ------------------------------------------- | ------------------------------------------------------------------------------------------------- | ------------------------------------------- | ------------------------------------------- | ------------------------------------------- | ------------------------------------------- | ------------------------------------------------------------------------------------- |
| Mormacmail (1939)                           | USS Long Island (CVE-1)                     | Nelly (1949) Seven Seas (1953)                                                                    | 7 luglio 1939                               | 11 gennaio 1940                             | 2 giugno 1941                               | 26 marzo 1946                               | convertita in nave passeggeri nel 1949 e poi demolita nel 1977                        |
| Mormacland (1939) BAVG-1 (1941)             | HMS Archer (D78)                            | HMS Empire Lagan (1945) USS Archer (1946) Anna Salén (1948) Tasmania (1955) Union Reliance (1961) | 1 agosto 1939                               | 14 dicembre 1939                            | 17 novembre 1941                            | 16 novembre 1943                            | convertita in nave da trasporto, poi passeggeri, poi cargo e infine demolita nel 1962 |